# فرانک جی لو
 فرانک جی لو (انگلیسی: Frank J. Low؛ زاده ۲۳ نوامبر ۱۹۳۳ درگذشته ۱۱ ژوئن ۲۰۰۹) یک ستاره‌شناس، و فیزیک‌دان اهل ایالات متحده آمریکا بود.